# Edvard Ehlers
Edvard Laurits Ehlers, född 26 mars 1863 i Köpenhamn, död 7 maj 1937, var en dansk läkare.
Ehlers var son till Edvard Diderik Ehlers.
Ehlers blev student 1880, candidatus medicinæ 1887, var förste underläkare vid Kommunehospitalets avdelning för hud- och könssjukdomar 1890–1893, disputerade för doktorsgraden 1891 och blev titulär professor 1902. Han var ledare för Frederiks Hospitals och senare för Rigshospitalets dermatologiska klinik 1906–1911 och överläkare vid Kommunehospitalets avdelning IV 1911. 
Ehlers inlade sig betydande förtjänst i hemlandet genom sina omfattande studier av prostitutionsfrågan, internationell berömmelse nådde han genom sina studier av leprans former och geografiska utbredning. Han undersökte – ofta på regeringsuppdrag – sjukdomen i Norge, på Island, på Balkanhalvön, i Spanien, på Kreta, i Bosnien och i Frankrike och fann nya härdar för sjukdomen, liksom han konstaterade, att sjukdomen kunde utrotas genom att isolera patienterna i spetälskeasyler. Med understöd av Odd Fellows danska avdelning inrättade han dylika på Island 1898 och på Saint Croix 1904. Som ett led i kampen mot sjukdomen, instiftade han spetälskekonferenserna, av vilka den första avhölls i Berlin 1897, och den internationella tidskriften "Lepra", vars huvudredaktör han var från 1900. Han ledde den dansk-franska spetälskeexpeditionen till Danska Västindien 1909. 
Under senare år intresserade Ehlers sig för syfilitiska barn och han var en av de ledande vid stiftandet av Welanderhjemmet i Köpenhamn. Han stiftade den danska hjälpambulanskommittén under krigen 1914–1922. Han uträttade även ett stort arbete för att sprida kunskap om Frankrike i Danmark. Hans litterära verksamhet är främst knuten till prostitutionsfrågan och till lepran. Han studerade även de danska Sankt Jørgensgårdarna (spetälskehospital) på medeltiden ("Bibliotek for Læger", 1898). Han invaldes i en mängd utländska lärda sällskap och tilldelades Prince of Wales Prize, Prix Hugo och Prix Monbinne. Han blev hedersdoktor i Paris 1921 och i Strasbourg 1923. 

## Utmärkelser
- Riddare av Dannebrogorden,  1898[4]
- Dannebrogsmännens hederstecken,  1909[4]
- Kommendör av Dannebrogorden,  1920[4]
- Hedersdoktor vid Sorbonne,  1922[5]
- Hedersdoktor vid Strasbourgs universitet,  1923[6][7]
- Kommendör av första graden av Dannebrogorden,  1929[4]
- Hedersdoktor vid Lyons universitet,  1932[8]

[Redigera Wikidata]